# Veilingmeester
De veilingmeester is degene die een veiling leidt, de bieding op een kavel openstelt, de biedingen in ontvangst neemt en uiteindelijk de koper en het geboden bedrag vaststelt. Bij een veiling bij opbod is een gebruikelijke formule: "eenmaal, andermaal, verkocht". Het bieden op een kavel wordt dan met een hamerslag afgesloten. Na de slag kan er niet meer geboden worden. Het kan voorkomen dat er "in de slag" een bod wordt uitgebracht. De veilingmeester moet dat vaststellen en zal dat bod dan accepteren; soms zal hij het bieden dan  heropenen.

## In Nederland
In Nederland is de medewerking van een notaris verplicht bij een openbare veiling. De notaris kan als veilingmeester fungeren; vaak is dat het geval bij een veiling van onroerend goed. 
De notaris kan zich ook beperken tot de functie van toezichthouder, bijvoorbeeld bij een (openbare) postzegelveiling. Dan kan het gebeuren dat de veilingmeester aan de notaris vraagt wie het hoogste bod heeft uitgebracht. 
Bij een  veiling in besloten kring is een notaris niet nodig, bijvoorbeeld een postzegelveiling op een (leden)bijeenkomst van een postzegelvereniging.